# 대한민국 제12대 대통령 선거
대한민국 제12대 대통령 선거는 1981년 2월 25일 대통령 선거인단의 간접선거로 실시되었다.
2월 11일 국민들의 직접 선거로 진행된 대통령 선거인 선거 결과 5,278명의 선거인으로 이뤄진 제12대 대통령 선거인단이 구성되었으며, 이들은 25일 전국 77개의 선거구에서 지역별로 모여 대통령 선거를 실시하였다. 선거 결과 당선 요건인 2,639표를 넘게 득표한 전두환 민주정의당 후보가 대한민국 제12대 대통령에 당선되었다.
당초 국가보위입법회의에서 마련된 대통령 선거법 시안에는 선거인들이 국민회의 대의원들처럼 한 곳에 모여 대통령 선거를 실시하도록 되어 있었으나, 5,000명이 넘는 인원이 한 곳에 모여서 투표를 진행하는 것의 현실적인 어려움과 매수 행위 등 부작용이 있을 수 있다는 우려가 제기됨에 따라 최종 법안은 선거인들이 국회의원 선거구별로 모여 투표를 하도록 수정되었다. 이럴 경우 한 선거구 당 투표자 수가 적어 비밀 투표가 약화될 수 있다는 지적이 있었으나, 어차피 선거인들은 지지 후보를 밝히고 당선되는데다 오히려 지역별로 결과가 상세히 공개돼야 선거인들이 공약한 바와 다른 후보를 뽑는 유권자 배반 행위를 하지 못할 거라는 주장이 주를 이뤄 이같은 수정이 이루어졌다. 다만 유신 헌정 때와 같이 선거인이 직접 투표지에 대통령 후보의 이름을 자서하는 방식은 선거인들이 심리적 부담감을 느끼게 할 수 있다는 이유로 투표 방식에 있어서는 후보들의 이름이 적혀 있는 투표지에 도장을 사용해 기표를 하는 방식이 채택되었다.

## 배경
1980년 전두환은 더 이상 지탱하기 어려운 유신헌법 대신 새로운 헌법인 제5공화국 헌법을 마련해 국민투표로 확정했다. 새 헌법의 핵심은 10월 유신의 저항점인 1인 영구집권제를 7년 단임제로 바꿔 변화인식을 준 것이었으나, 확고한 집권을 담보하기 위해 간접 선거제를 유지하는 한계를 보였다.
일반 국민들 사이에서는 대통령 직접 선거제에 대한 여론이 높았으나, 전두환은 직접 선거는 인적, 물적으로 국력의 낭비가 심하며, 인기영합주의적인 무책임한 공약 남발, 여야 대립 및 지역주의 격화 등으로 인한 국론 분열 등을 초래한다며 간접 선거제 유지 방침을 밝혔다. 그러나 유신 헌정의 통일주체국민회의가 아니라 대통령 선거인단을 통해 대통령을 선출하고, 통일주체국민회의 대의원 선거와 달리 야당을 포함한 정당 소속 후보의 대통령 선거인 선거 출마를 허용해 외형상으로나마 민주적 제도를 갖추려 노력하였다.

## 선거 제도

### 선거권과 피선거권
20세 이상의 국민은 모두 선거인 선거에 투표권이 있었다.
선거인 선거에 출마하려면 국회의원 선거권이 있는 30세 이상의 국민이어야 했으며, 출마하려는 선거구에 선거인 선거일로부터 6개월 이상 거주한 사람이어야 했다. 다만 최초의 선거인 선거는 예외로 하여, 대통령선거법이 공포된 1981년 1월 24일 당시 해당 선거구에 거주하고 있었다면 거주 기간이 6개월 미만이어도 출마할 수 있게 하였다.
대통령 선거에 출마하려면 국회의원 선거권이 있는 40세 이상의 국민이어야 했으며, 국내에 대통령 선거일로부터 5년 이상 거주한 사람이어야 했다.

### 후보 등록
선거인 선거에는 정당 공천제가 도입되지 않았으므로 선거인 후보로 등록하려면 당적 여부에 상관 없이 선거권자 100~150명(인구 5천 명 미만의 선거구는 50~70명)의 추천을 받아야 했다. 당초 후보 등록에 필요한 추천 수는 200~300명(인구 5천 명 미만의 선거구는 100~150명)으로 정해졌으나, 민주한국당, 한국국민당, 민주사회당, 민권당 등 4개 정당에서 입법회의에 선거법 개정을 요구해 이같이 완화되었다.
반면 대통령 선거에는 정당 공천제가 시행되어, 정당의 공천을 받은 후보는 대통령 선거일 공고일로부터 7일 안에 공천장과 승낙서를 제출함으로써 입후보할 수 있었다. 무소속 후보의 경우 대통령 선거인 선거일로부터 7일 안에 대통령 선거인 300~500명의 추천장을 제출하면 되었다.
대통령 선거에는 정당 소속 후보들이 정당의 공천만 받으면 후보 등록을 할 수 있게 한 데 반해 대통령 선거인 선거만은 정당의 공천을 받아도 무소속 출마와 똑같이 주민 추천서를 얻어야 하도록 한 것에 대해 입법회의 측은 군소 후보 난립을 막기 위한 것이라고 설명하였으나, 일각에선 선거인 선거 출마 요건을 어렵게 만들어 반여 성향의 후보들이 나오는 걸 막는 것이라는 비판도 있었다.

### 선거구 및 선거인 정수
선거구는 구·시·읍·면 단위로 정해졌으며, 극히 소수의 경우를 제외하고 한 선거구 당 인구 수가 1,000명에 미달하거나 50,000명을 초과할 수 없게 하였다. 이같은 기준에 따라 선거구를 획정한 결과 전체 선거구 수는 1,905개였다.
1개 선거구당 선출 선거인 정수는 인구 수가 1,000~20,000명인 경우 2명, 20,001~30,000명인 경우 3명, 30,001~40,000명인 경우 4명, 그리고 40,000명을 넘는 경우 모두 5명으로 하였다. 이같은 기준에 따라 선거인 정수를 정한 결과 전체 선거인 정수는 5,278명이 되었다.

## 대통령 후보
민주사회당, 사회당, 신정당 등은 당선 가능성이 없다는 이유로 대통령 후보를 내지 않은 가운데, 민주정의당, 민주한국당, 한국국민당, 민권당 등 총 4개 정당이 대통령 후보를 내었다. 무소속 후보는 1명도 출마하지 않았다. 그러나 애초에 야당들은 선거인 후보도 일부 밖에 내지 못한 만큼, 대통령 당선 가능성은 없는 것이나 마찬가지였다.

### 민주정의당
민정당은 1981년 1월 15일 창당대회 및 대통령 후보 지명 대회를 개최하고 전두환 대통령을 초대 당 총재 및 제12대 대통령 후보에 각각 추대하였다.

### 민주한국당
민한당은 1981년 1월 17일 창당대회 및 대통령 후보 지명 대회를 개최하고 유치송 전 신민당 최고위원을 초대 당 총재 및 제12대 대통령 후보에 각각 추대하였다.

### 한국국민당
국민당은 1981년 1월 23일 창당대회 및 대통령 후보 지명 대회를 개최하고 김종철 전 민주공화당 의원을 초대 당 총재 및 제12대 대통령 후보에 각각 추대하였다.

### 민권당
민한당의 온건 야당 노선에 비판적인 야권 인사들은 선명 야당을 기치로 1월 23일 민권당을 창당하고 김의택 전 신민당 수석부총재를 총재 및 제12대 대통령 후보에 각각 추대하였다.

## 선거인 후보
각 정당은 정식 창당 전 지구당 창당 과정에서 지역의 유력 인사를 지구당 대의원으로 영입하는 등 선거인 후보감 확보에 열을 올렸다. 1981년 1월 24일부터 29일까지 엿새 간 진행된 선거인 후보 등록 결과 총 9,479명이 후보 등록을 신청하였는데, 이 중 196명은 이후 사망, 사퇴하거나 등록 무효 처리되었고, 결국 선거인 선거 당일 후보 수는 9,283명이 되었다. 113개 선거구에서는 후보 수와 선출 의석 정수가 같아 288명의 무투표 당선자가 나오게 되었다. 후보들은 전 국민회의 대의원, 관변 단체 간부 등 다양한 출신 성분으로 구성되었다.
후보 등록 마감 직후 민한당은 자체 집계를 통해 민한당 소속 입후보자는 1,313명, 친민한당 무소속 입후보자가 656명이라고 발표했다. 이는 대통령에 당선되기 위해 필요한 2,640명에 크게 미달하는 수치로, 민한당은 출마자 전원이 당선되어도 대통령 선거에서 승리할 수 없게 되었다. 반면 민정당 소속 후보는 3,800여 명, 친민정당 무소속 후보 2,000여 명 등 무려 5,800여 명이 입후보한 것으로 알려졌으며, 민정당 지도부에서 독식 이미지를 면해야 한다며 소속 후보들에게 압력을 가해 후보직을 사퇴시키기까지 했다. 신상우 민한당 사무총장은 민정당 측에서 민한당 후보로 나가기로 한 출마 예정자나 후보 추천을 해줄 유권자들에게 접근해 후보 등록을 좌절시키는 공작을 펼쳤다고 주장하였다.
| 지역 | 정수  | 민주정의당 | 민주한국당 | 한국국민당 | 민권당 | 민주사회당 | 무소속 |
| ---- | ----- | ---------- | ---------- | ---------- | ------ | ---------- | ------ |
| 서울 | 856   | 753        | 199        | 18         | 29     | 0          | 482    |
| 부산 | 324   | 277        | 66         | 3          | 5      | 0          | 153    |
| 경기 | 670   | 713        | 221        | 8          | 16     | 0          | 252    |
| 강원 | 299   | 293        | 82         | 12         | 3      | 0          | 206    |
| 충북 | 256   | 270        | 74         | 18         | 5      | 1          | 105    |
| 충남 | 465   | 428        | 121        | 34         | 9      | 0          | 173    |
| 전북 | 407   | 387        | 95         | 05         | 619    | 0          | 220    |
| 전남 | 606   | 516        | 118        | 29         | 6      | 0          | 386    |
| 경북 | 755   | 664        | 2688       | 1          | 0      | 0          | 626    |
| 경남 | 587   | 578        | 97         | 9          | 9      | 0          | 322    |
| 제주 | 53    | 49         | 4          | 0          | 0      | 0          | 26     |
| 합계 | 5,278 | 4,928      | 1,165      | 137        | 101    | 1          | 2,951  |

## 선거인 선거

### 선거운동
제12대 대통령 선거인단 선거는 국민회의 대의원 선거와 마찬가지로 완전 공영제로 실시되어, 모든 선거 운동은 국가에서 관리하고 비용을 부담하였다. 선거 운동은 역시 국민회의 대의원 선거와 마찬가지로 벽보, 공보, 합동연설회 등 세 가지 방법을 통해서만 할 수 있었으며, 이 세 가지를 제외하고는 그 어떤 선거 관련 행사도 허용되지 않았다. 선거 벽보에는 신상 정보와 경력, 소속 정당 등을 게재할 수 있을 뿐 그 어떤 정견 및 공약도 쓸 수 없게 하는 등 여러 가지 제약이 있었다. 다만 선거 공보에는 1,000자 이내에서 다른 내용을 게재할 수 있었으며, 선거구마다 2회 씩 개최된 합동연설회에서도 30분 이내의 연설을 통해 정견 발표 및 특정 후보 지지 발언을 할 수 있었다.
선거 운동은 1월 24일부터 2월 10일까지 허용되었는데, 이 과정에서 국회의원과 선거인의 차이를 알지 못하는 듯 지역 경제를 살리겠다는 등의 공약을 발표해 조롱거리가 되는 후보가 있는가 하면 선거 운동 기간 내내 지지 대통령 후보나 정견 등을 전혀 밝히지 않는 후보도 많아 후보들의 자질 및 선거 제도의 문제점에 대한 논란이 생기기도 하였다. 또한 합동연설회에 지역 주민들이 거의 오지 않거나, 심지어 후보들도 참석하지 않아 아예 연설회가 개최되지 못하는 곳도 많았다.
민정당 측 후보들은 '새 역사 창조', '정의 사회 구현', '민주 복지 국가 건설' 등의 구호를 주로 사용했으며, 전두환 대통령이 10·26 이후 혼란에 빠진 나라를 수습하였다며 지지를 호소하였다. 민한당 후보들은 '민주 제도 정착', '정권 교체', '건전 야당 발전' 등을 내세우며 유치송 후보를 뽑아야 한다고 주장하였다. 국민당과 민권당의 후보들은 김종철 후보와 김의택 후보의 이름은 거명하지 않은 채 '믿어보자 국민당 뽑아주자 국민당', '민권 수호' 같이 당을 내세우는 구호를 쓰는 경우가 많았다. 무소속 후보들 중에는 지지 후보를 밝히지 않는 경우도 많았으나, 대다수는 전두환 후보를 지지한다고 선언하였다. 민주정의당 당적 보유자 6명, 무소속 3명 등 9명의 후보가 출마한 서울 영등포구 제6선거구에서는 9명의 후보 전원이 전두환 후보 지지를 선언하기도 했다.

### 결과
1981년 2월 11일 실시된 선거인단 선거 결과 민주정의당이 전체 선거인 수의 과반수 이상을 차지해 제12대 대통령 선거에서 승리할 것이 사실상 확정되었다. 이 날 선거는 비교적 조용한 분위기에서 진행되었는데, 투표용지에 후보자들의 소속 정당이 표시되지 않아 소속 정당을 보고 투표를 하려던 유권자들이 혼란을 겪기도 하였다.
| 정당       | 득표수     | 득표율 | 의석수 |
| ---------- | ---------- | ------ | ------ |
| 민주정의당 | 9,250,262  | 60.7   | 3,667  |
| 민주한국당 | 1,778,007  | 11.7   | 411    |
| 한국국민당 | 174,708    | 1.1    | 49     |
| 민권당     | 124,215    | 0.8    | 19     |
| 민주사회당 | 825        | 0.0    | 0      |
| 무소속     | 3,909,821  | 25.7   | 1,132  |
| 합계       | 15,237,838 | 100    | 5,278  |

#### 지역별 의석수
| 지역 | 민주정의당 | 민주한국당 | 한국국민당 | 민권당 | 민주사회당 | 무소속 | 계    |
| ---- | ---------- | ---------- | ---------- | ------ | ---------- | ------ | ----- |
| 서울 | 551        | 137        | 4          | 7      | 0          | 157    | 856   |
| 부산 | 234        | 33         | 2          | 0      | 0          | 55     | 324   |
| 경기 | 545        | 44         | 3          | 3      | 0          | 75     | 670   |
| 강원 | 240        | 4          | 3          | 0      | 0          | 52     | 299   |
| 충북 | 207        | 13         | 3          | 0      | 0          | 33     | 256   |
| 충남 | 338        | 42         | 10         | 0      | 0          | 75     | 465   |
| 전북 | 291        | 26         | 0          | 6      | 0          | 84     | 407   |
| 전남 | 351        | 51         | 20         | 1      | 0          | 183    | 606   |
| 경북 | 449        | 26         | 0          | 0      | 0          | 280    | 755   |
| 경남 | 420        | 34         | 4          | 2      | 0          | 127    | 587   |
| 제주 | 41         | 1          | 0          | 0      | 0          | 11     | 53    |
| 전체 | 3,667      | 411        | 49         | 19     | 0          | 1,132  | 5,278 |

#### 지역별 득표율
| 지역 | 민주정의당 | 민주정의당 | 민주한국당 | 민주한국당 | 한국국민당 | 한국국민당 | 민권당  | 민권당 | 민주사회당 | 민주사회당 | 무소속    | 무소속 | 계         |
| ---- | ---------- | ---------- | ---------- | ---------- | ---------- | ---------- | ------- | ------ | ---------- | ---------- | --------- | ------ | ---------- |
| 서울 | 1,918,215  | 56.5       | 540,552    | 15.9       | 29,647     | 0.9        | 48,868  | 1.4    | 0          | 0.0        | 857,442   | 25.3   | 3,394,724  |
| 부산 | 799,981    | 63.8       | 148,403    | 11.8       | 9,397      | 0.7        | 4,491   | 0.4    | 0          | 0.0        | 291,745   | 23.3   | 1,254,017  |
| 경기 | 1,361,727  | 69.0       | 283,184    | 14.4       | 12,297     | 0.6        | 17,937  | 0.9    | 0          | 0          | 297,622   | 15.1   | 1,972,767  |
| 강원 | 523,467    | 64.2       | 75,430     | 9.3        | 15,716     | 1.9        | 1,932   | 0.2    | 0          | 0          | 199,444   | 24.4   | 815,989    |
| 충북 | 423,375    | 65.8       | 77,118     | 12.0       | 20,920     | 3.3        | 3,993   | 0.6    | 825        | 0.1        | 117,071   | 18.2   | 643,302    |
| 충남 | 669,381    | 63.0       | 133,964    | 12.6       | 35,604     | 3.3        | 8,121   | 0.8    | 0          | 0          | 216,173   | 20.3   | 1,063,248  |
| 전북 | 607,747    | 62.6       | 106,700    | 11.0       | 4,552      | 0.5        | 24,520  | 2.5    | 0          | 0          | 227,064   | 23.4   | 970,583    |
| 전남 | 763,293    | 52.2       | 160,666    | 11.0       | 34,406     | 2.3        | 6,120   | 0.4    | 0          | 0          | 498,328   | 34.1   | 1,462,813  |
| 경북 | 1,249,107  | 57.5       | 125,530    | 5.8        | 803        | 0.0        | 0       | 0      | 0          | 0          | 797,702   | 36.7   | 2,173,142  |
| 경남 | 815,478    | 62.1       | 116,802    | 8.9        | 11,366     | 0.9        | 8,233   | 0.6    | 0          | 0          | 361,358   | 27.5   | 1,313,237  |
| 제주 | 118,491    | 68.1       | 9,658      | 5.5        | 0          | 0          | 0       | 0      | 0          | 0          | 45,872    | 26.4   | 174,021    |
| 전체 | 9,250,262  | 60.7       | 1,778,007  | 11.7       | 174,708    | 1.1        | 124,215 | 0.8    | 825        | 0.0        | 3,909,821 | 25.7   | 15,237,838 |

#### 유명인 당선자
선거인단 선거에선 기업인이나 정치인 출신 후보들이 높은 인지도를 바탕으로 대거 당선됐다. 정주영, 구자경, 최종환 등 지지 후보를 밝히지 않은 선거인도 있는가 하면 조중훈, 배의환, 김일환, 홍성철 등 선거 운동 기간 중 적극적으로 전두환 대통령 지지를 선언한 경우도 있었다.
서울 종로구 제1선거구: 정주영 현대그룹 회장 (무소속; 1위), 조중훈 한진그룹 회장 (무소속; 2위)
서울 종로구 제3선거구: 구자경 럭키그룹 회장 (무소속; 1위), 최종환 삼환기업 회장 (무소속; 2위)
서울 중구 제2선거구: 최원석 동아그룹 회장 (민주정의당; 1위)
서울 용산구 제1선거구: 김일환 전 내무부 장관 (무소속; 1위)
서울 마포구 제6선거구: 김원기 전 부총리 겸 경제기획원 장관 (무소속; 무투표 당선)
서울 강남구 제2선거구: 유양수 전 동력자원부 장관 (무소속; 1위)
서울 강남구 제3선거구: 홍성철 전 내무부 장관 (무소속; 1위)
서울 강남구 제6선거구: 배덕진 전 체신부 장관 (무소속; 1위)
서울 강동구 제10선거구: 배의환 전 한국은행 총재 (무소속; 2위)
서울 영등포구 제2선거구: 황정연 전 해군참모총장 (무소속; 무투표 당선)
전북 이리시 제2선거구: 이춘기 전 통일주체국민회의 운영위원장 (무소속; 1위)

## 대통령 선거

### 선거 운동
대통령 선거 역시 공영제로 실시되었으며, 선거 운동은 공보, 신문 광고, 방송 연설 등 세 가지 방법을 통해서만 할 수 있었다. 공보에는 6,000자 이내에서 정견 및 공약을 게재할 수 있었으며, 정견 및 정책을 담은 신문 광고는 1번 낼 때마다 5,000자 이내의 내용으로 최대 7개 신문지에 내되 최대 3번까지 낼 수 있었다. 후보 본인이 하는 방송 연설은 라디오 및 텔레비전을 통해 1번에 30분 씩 최대 3번까지 할 수 있었으며, 후보가 지명하는 2명의 연설원이 하는 연설은 1명에 30분 씩 각각 1번 할 수 있었다.
민정당은 새로운 시대, 새로운 인물 등 주로 '새롭다'는 말을 강조하는 선거 운동으로 자신들이 기존 정치인들과는 다른 참신한 세력임을 내세우는 전략을 폈다. 민한당은 유치송 후보가 해공 신익희의 비서로 정치를 시작한 것을 부각시키는 등 민주한국당만이 정통 보수 야당이라며 지지를 호소했다. 또한 5·18 광주 민간인 학살 사건을 가리켜 전두환의 권력에 대한 집착 때문에 역사를 피로 얼룩지게 한 충격적 시련이었다며 여당 견제론을 펼쳤다. 국민당은 민주공화당 시절 집권해본 경험과 여당 시절 조국 근대화를 이루어낸 성과를 내세워 지지를 호소했다. 그러나 같은 군부 정당인 민주정의당에 당세에서 밀리고, 구태 및 독재 잔당이라는 프레임에서 벗어나지 못하며 선거전 내내 민정·민한 양당에 크게 뒤지는 모양새였다. 각 정당들은 그 외에도 무소속 선거인들을 포섭해 자당 후보의 득표율을 최대한 올리려 노력하였다.

### 결과
1981년 2월 25일 국회의원 선거구별로 실시된 선거인단의 대통령 선출 투표 결과 재적 선거인 5,277명 중 4,755명의 지지를 얻은 전두환 후보가 대한민국의 제12대 대통령에 당선되었다.
당초 선거인단은 5,278명이었으나, 부산 동래구 제7선거구에서 당선된 민주정의당 김창식 선거인이 2월 19일 당선이 취소되어 5,277명이 됐다.
|  | 90.2% |

|  | 7.7% |

|  | 1.6% |

|  | 0.5% |

#### 지역별 결과
전두환 후보가 가장 많은 득표율을 얻은 지역은 제주도로 98%였고, 강원도는 97.7%, 경상북도는 95.9%, 충청북도와 경상남도는 93%였으며 서울은 82.2%였다.
|      | 전두환 | 유치송 | 김종철 | 김의택 | 무효 | 기권 | 계    |
| ---- | ------ | ------ | ------ | ------ | ---- | ---- | ----- |
| 서울 | 703    | 133    | 11     | 8      | 0    | 1    | 856   |
| 부산 | 285    | 33     | 3      | 0      | 0    | 2    | 323   |
| 경기 | 620    | 43     | 4      | 3      | 0    | 0    | 670   |
| 강원 | 292    | 4      | 3      | 0      | 0    | 0    | 299   |
| 충북 | 238    | 14     | 4      | 0      | 0    | 0    | 256   |
| 충남 | 406    | 41     | 18     | 0      | 0    | 0    | 465   |
| 전북 | 369    | 25     | 3      | 7      | 1    | 2    | 407   |
| 전남 | 521    | 51     | 28     | 6      | 0    | 0    | 606   |
| 경북 | 723    | 29     | 2      | 0      | 0    | 1    | 755   |
| 경남 | 546    | 30     | 9      | 2      | 0    | 0    | 587   |
| 제주 | 52     | 1      | 0      | 0      | 0    | 0    | 53    |
| 합계 | 4,755  | 404    | 85     | 26     | 1    | 6    | 5,277 |

제5공화국 헌법 부칙 제3조에 따라 전두환의 제12대 대통령의 임기는 당선자가 발표된 즉시 시작되었다. 그러나 취임식은 3월 3일에 치러졌다.

#### 투표 불참 선거인
선거 당일, 당선이 취소된 민정당 김창식 선거인을 제외한 5,277명의 재적 선거인 중 4명은 선거법 위반으로 구속 수감되고 2명은 풍랑으로 인해 섬에 발이 묶여 총 6명이 투표에 참여하지 못하였다.
| 이름   | 정당   | 선거구                     | 이유 |
| ------ | ------ | -------------------------- | ---- |
| 경규복 | 민정당 | 서울 강서구 제6선거구      | 구속 |
| 서일도 | 무소속 | 부산 동래구 제8선거구      | 구속 |
| 배종환 | 민정당 | 부산 남구 제8선거구        | 구속 |
| 박삼술 | 민정당 | 경북 대구시 서구 제2선거구 | 구속 |
| 이수영 | 민정당 | 전북 부안군 위도면         | 풍랑 |
| 송성섭 | 무소속 | 전북 부안군 위도면         | 풍랑 |